# Paklitaksel
Paklitaksel – organiczny związek chemiczny z grupy alkaloidów terpenowych typu taksanów o działaniu cytostatycznym. Po raz pierwszy został wyizolowany z kory cisa krótkolistnego (Taxus brevifolia). Wprowadzony w 1990 roku na rynek przez Bristol-Myers Squibb (BMS) pod nazwą Taxol. Należy do leków fazowo-specyficznych (faza G2 i faza M). Jego działanie antymitotyczne polega na zahamowaniu depolimeryzacji mikrotubul, co uniemożliwia prawidłowe rozdzielenie chromatyd siostrzanych i wędrówkę chromosomów siostrzanych podczas podziału komórki. Konsekwencją zaburzeń mitozy jest śmierć komórki.

## Produkcja
Początkowo lek uzyskiwano z kory cisa krótkolistnego. Leczenie jednego pacjenta wymagało wycięcia przynajmniej sześciu 100-letnich drzew. Ze względu na rzadkie występowanie tego gatunku i jego wyjątkowo powolny wzrost, konieczne było opracowanie technologii wytwarzania syntetycznego paklitakselu na skalę przemysłową. Zaproponowano kilka metod syntezy i semisyntezy tego związku. Metodami inżynierii genetycznej opracowano szczepy bakterii oraz grzybów wytwarzające substancje o podobnej strukturze.

## Farmakokinetyka i farmakodynamika
- biologiczny okres półtrwania: dwufazowy 0,27–0,32 godziny i 2,7–8,6 godziny
- metabolizowany w wątrobie
- wydalany z kałem i moczem

## Zastosowanie
- rak sutka,
- rak jajnika,
- rak płuca,
- nowotwory głowy i szyi,
- mięsak Kaposiego.

## Działania niepożądane
- supresja szpiku,
- nudności i wymioty,
- biegunki,
- bóle mięśni i stawów,
- duszność,
- neuropatie,
- łysienie.

W celu ograniczenia niektórych działań ubocznych przed podaniem leku choremu podaje się kortykosteroidy (najczęściej deksametazon) i kontynuuje podawanie w dzień następny. Wymioty pozwala opanować ondansetron, supresię szpiku łagodzi czynnik stymulujący tworzenie kolonii granulocytów.

## Dawkowanie
Paklitaksel podaje się wyłącznie dożylnie w postaci 3-godzinnego lub 24-godzinnego wlewu kroplowego. Dawkowanie w przypadku nowotworu jądra najczęściej wynosi 100–120 mg/m² pc.
W kardiologii interwencyjnej stosuje się stenty pokryte paklitakselem. Antyproliferacyjne właściwości leku pozwalają ograniczyć częstość restenozy w stencie i poprawić odległe wyniki wszczepienia stentów.